# Ravenna (Ohio)
Ravenna település az Amerikai Egyesült Államok Ohio államában, Portage megyében, melynek megyeszékhelye is. Lakosainak száma 11 323 fő (2020. április 1.).

## Népesség
A település népességének változása:

| 2010 | 11 724 |
| 2020 | 11 323 |